# For Real!
For Real! ist ein Jazzalbum von Hampton Hawes. Die am 17. März 1958 in Los Angeles entstandenen Aufnahmen erschienen 1961 auf Contemporary Records.

## Hintergrund
Obwohl dies mindestens Hampton Hawes’ elftes Album unter eigenem Namen war, war es schließlich sein erstes (und einer seiner relativ wenigen), bei dem ein Bläser dabei war, der Saxophonist Harold Land. Hawes spielte drei Standards (einschließlich „Crazeology“) und drei eigene Kompositionen (von denen zwei von Land mitgeschrieben wurden). Mit Hawes und Land spielten weiterhin der Bassist Scott LaFaro und der Schlagzeuger Frank Butler.

## Titelliste
- Hampton Hawes: For Real! (Contemporary Records M3589)[1]

A1		Hip (Hampton Hawes) 6:14

A2		Wrap Your Troubles in Dreams (Harry Barris, Ted Koehler, Billy Moll) 9:20

A3		Crazeology (Benny Harris) 6:40

B1		Numbers Game (Hampton Hawes, Harold Land) 8:04

B2		For Real (Hampton Hawes, Harold Land) 11:21

B3		I Love You (Cole Porter) 3:50

## Rezeption
Scott Yanow verlieh dem Album in Allmusic vier Sterne und schrieb, der Pianist würde ganz gut mit dem Hard-Bop-Spiel von Harold Land harmonieren, der hier in seiner frühen Blütezeit zu erleben sei. Das Quartett habe durch das Spiel des brillanten Bassisten Scott LaFaro einen zusätzlichen Bonus. Der Pianist lasse sich von den anderen Musikern inspirieren und sei während des insgesamt unvergesslichen Auftritts in Topform.
Nach Ansicht von Richard J Salvucci, der das Album in All About Jazz rezensierte, dürfte die audiophile Neuauflage von For Real Hampton Hawes erneut ins Rampenlicht der Öffentlichkeit bringen. Da er im Wesentlichen Autodidakt war, habe ihm seine eigenwillige Technik manchmal Ärger mit Kritikern einbracht. Sie hätten  sich nie ganz entscheiden gekonnt, ob Hawes das zweite Erscheinen einer Kombination aus Art Tatum und Oscar Peterson oder lediglich eine etwas weniger herausragende Version von Bud Powell war. In Wirklichkeit sei er weder das eine noch das andere gewesen. Niemand konnte einem Klavier derart einen Blues entlocken wie Hawes. Beispielsweise bestehe der Titelsong „For Real“ aus 11 Minuten purer Freude, gekrönt von einem funkigen Dialog zwischen Hawes und dem Bassisten Scott LaFaro. Als Hawes hier auftrat, sei er bemerkenswert gewesen. Und doch sei er, wie viele Musiker dieser Zeit, „eine Geschichte dessen, was hätte sein können oder sollen. Es ist deprimierend vertraut und doch irgendwie einzigartig“. Seine Autobiografie Raise Up Off Me (Da Capo, 1974) sei ein afroamerikanisches Gegenstück zu Art Peppers ebenso offenem Straight Life (1994). Aber Pepper hätte eine zweite Chance bekommen, Hawes jedoch nie wirklich.